# Oriental (comarca)
La comarca Oriental è una delle 12 comarche della Regione di Murcia. Conta 16.183 abitanti (2013) ed ha come capoluogo la cittadina di Abanilla. È la comarca meno popolata della regione.
L'economia della comarca si basa principalmente sull'agricoltura (produzione di frutta, vino e olio), sull'estrazione di marmo (Sierra de la Pila e Abanilla) e sul turismo (acque termali a Fortuna).
La comarca Oriental è suddivisa in due zone distinte: la parte settentrionale, montuosa, che raggiunge i 1.264 metri sulla Sierra de la Pila e la parte meridionale, pianeggiante, caratterizzata da numerose ramblas.
Il clima si presenta arido con scarse e spesso violente precipitazioni e con alte temperature (la temperatura media annua è di 19,0 °C ad Abanilla con frequenti punte di oltre 40 °C in estate).

## Comuni
|          | \| Comune \| Abitanti \| \| -------- \| -------- \| \| Abanilla \| 6.560 \| \| Fortuna \| 9.623 \| |
| Comune   | Abitanti                                                                                           |
| Abanilla | 6.560                                                                                              |
| Fortuna  | 9.623                                                                                              |